# ديشار عطري
ديشار عطري (الاسم العلمي: Pteris fragrans) هو نوع نباتي يتبع جنس الديشار من فصيلة الديشارية.